# سیارک ۱۲۳۵۲
سیارک ۱۲۳۵۲ (به انگلیسی: 12352 Jepejacobsen، نامگذاری:1993OX6) دوازده هزار و سیصد و پنجاه و دومین سیارک کشف شده‌است که در ۲۰ ژوئیه ۱۹۹۳ کشف شد.
قدر مطلق سیارک برابر ۵۳.۶ است.